# 일본어 능력 시험

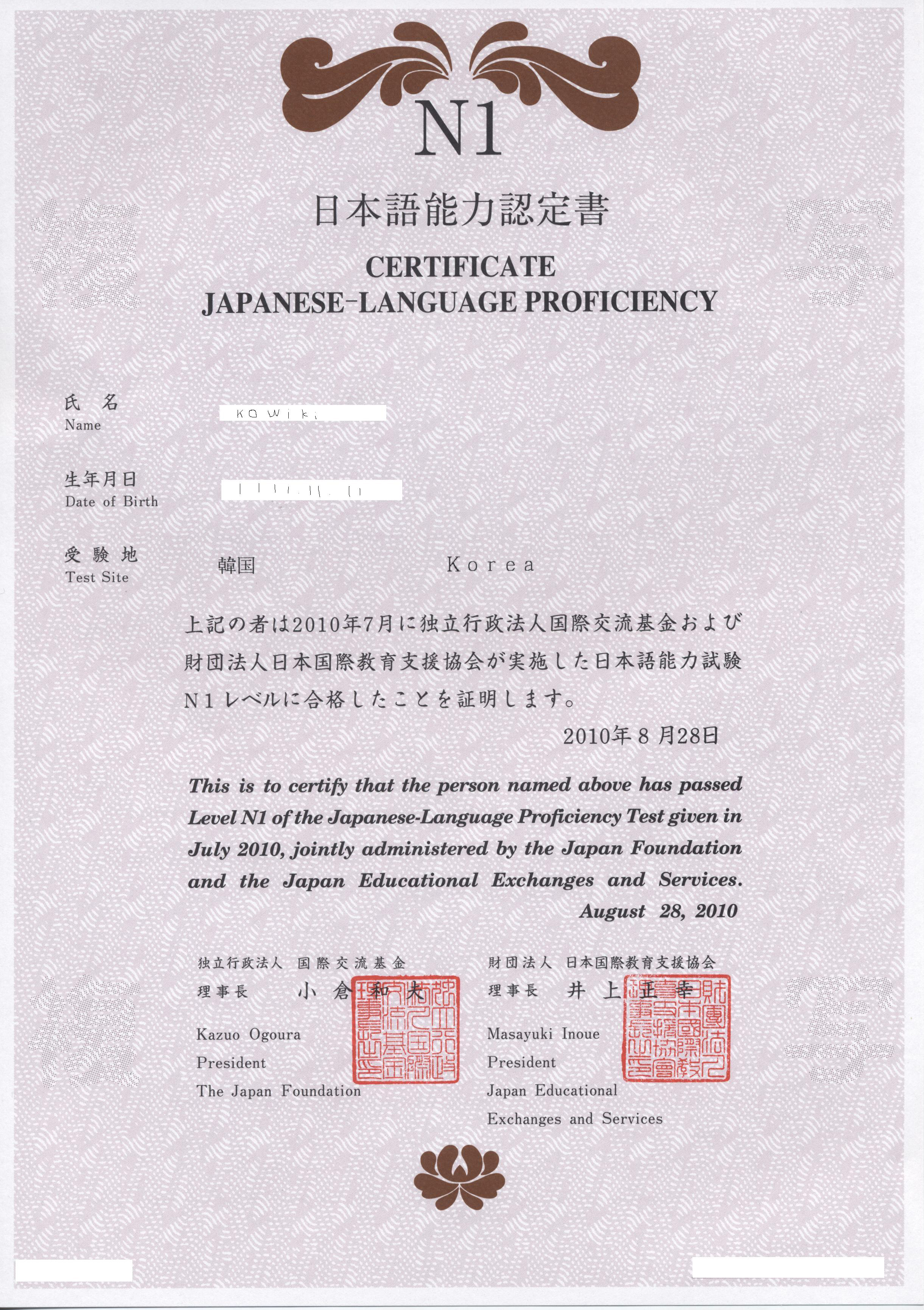
일본어 능력 인정서

일본어 능력 시험(日本語能力試験 니홍고 노우 료쿠 시켕[*], 영어: Japanese-Language Proficiency Test 이하 JLPT)은 재단법인 일본국제교육지원협회(JEES)와 국제교류기금의 주최로 시행되는 시험으로서 일본어 시험 중 전 세계적으로 공신력을 인정받는 국제 자격증 시험 중 하나이다.
일본어를 모국어로 하지 않는 사람을 대상으로 일본어 능력을 측정하는 시험으로서 1984년 처음 시행될 당시에는 15개 국가에서 7천 명 정도의 응시자가 있었으나 그 이후 응시자가 점점 증가하여 2005년에는 50개 국가, 약 35만 명의 응시자가 있었고 2019년에는 응시자수가 110만명을 넘어서며 아시아권에서는 가장 응시자수가 높은 언어시험이 되었다.
또한 사립대학의 경우에는 2002년까지도 JLPT를 응시하지 않은 사람은 유학을 신청할 수 없었다.

## 시험의 개요
JLPT는 N1급에서 N5급까지 응시할 수 있으며 시험은 1년에 두 번, 7월 초순과 12월 초순에 시행된다. 일본을 포함하여 세계 여러 국가에서 응시할 수 있다. 일본 국외에서는 주로 대한민국과 중화인민공화국, 중화민국의 응시자가 대체로 많다.

### 응시 급수
아래는 주최측이 제시한 기준이다.(개정이후)
- N1급 - 폭넓은 장면에서 사용되는 일본어를 이해할 수 있다.
- N2급 - 일상적인 장면에서 사용되는 일본어에 이해를 더해, 보다 폭넓은 장면에서 사용되는 일본어를 어느 정도 이해할 수 있다.
- N3급 - 일상적인 장면에서 사용되는 일본어를 어느 정도 이해할 수 있다.
- N4급 - 기본적인 일본어를 이해할 수 있다.
- N5급 - 기본적인 일본어를 어느 정도 이해할 수 있다.

### 문제 내용
- 문제는 '언어지식' (60점), '청해' (60점), '독해' (60점)으로 구성되어 출제된다.
- 총 180점 만점이며 N1급은 100점이상, N2급은 90점이상, N3급은 95점이상, N4급은 90점이상, N5급은 80점 이상 득점해야 합격

한다. 다만 과락이 존재하며 각 파트별 19점이 기준이다. 즉, 총점이 합격기준점을 넘더라도 언어지식, 독해, 청해 중 한 파트의 점수가 합격기준점에 미달한 경우 불합격 처리가 된다.
- 득점은 상대평가 방식으로 채점된다.

### 기타 사항
- 문제는 사지선다형으로 출제되며 답안은 OMR 카드에 마킹한다. (샤프나 연필 준비해가기/컴싸 사용X)

- 일본어를 모국어로 하지 않는 사람이 일본어를 배울 때의 커리큘럼을 기준으로 하고 있기 때문에, 일본인이 실제로 배우는 교육과정과는 맞지 않는 부분이 있다.

## 같이 보기
- 일본 유학 시험(EJU)
- JPT
- JLT
- BJT(Business Japanese Proficiency Test)